# Serguéi Vólkov
Serguéi Alexandrovich Vólkov (en ruso: Сергей Александрович Волков), (Chugúyev, 1 de abril de 1973) es un cosmonauta ruso retirado.

## Biografía
Volkov es el primer cosmonauta de la "segunda generación", hijo del también cosmonauta Aleksandr Vólkov. Nació en Chuguyev, actualmente en Ucrania. Se formó como piloto e ingeniero en 1995. Está casado y tiene dos hijos
Tiene la medalla de Héroe de la Federación Rusa y de la Conquista del Espacio, además de varias condecoraciones de las Fuerzas Armadas de Rusia.
En 1995 se graduó como piloto de las Fuerzas Aéreas de la Federación Rusa (VVS) en la academia de vuelo M. M. Raskova. Después de su graduación en la academia militar, ha acumulado más de 500 horas de vuelo en diversos aparatos (L-29, L-39, Tu-134, Il-22 e Il-76) ha volado con los aviones L-29, L-39, el Ilyushin Il-22 e Il-76, además  del Tupolev Tu-134.

## Carrera Roscosmos

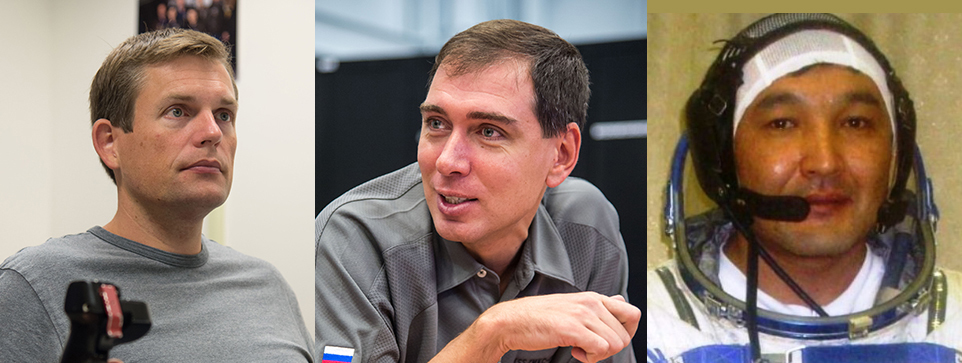
Miembros de la tripulación de lanzamiento de la Soyuz TMA-18M durante las sesiones de entrenamiento

En diciembre de 1997 fue elegido como candidato a cosmonauta del Centro de Entrenamiento de Cosmonautas Yuri Gagarin dentro de la selección TsPK-97 de la VVS (12.ª promoción). El 1 de diciembre de 1999 obtuvo el título de cosmonauta y a partir de 2000 se entrenaría para llevar a cabo misiones en la ISS. En marzo de 2006 forma parte de la tripulación de reserva de la Soyuz TMA-8 y se entrenaría como miembro de reserva de las Expediciones 11 y 13. Retirado desde el 28 de febrero de 2017, formó parte de varias expediciones en la Estación Espacial Internacional, (ISS). Es la persona N.º 14 con más días en el espacio con un total de 547 días, 22 horas y 20 minutos. 

### Expedición 17
En abril de 2008 realiza su primera misión espacial a bordo de la Soyuz TMA-12 como Comandante de esta. Como parte de la Expedición 17, fue el Comandante más joven de la ISS. Su misión duro del 8 abril al 24 de octubre de 2008, regresando a la tierra con otro de los conocidos como astronautas de la "segunda generación", el turista, Richard  Garriot, hijo del astronauta de la NASA, Owen Garriott.

### Expedición 28/29
El 7 de junio de 2011 realiza su segunda misón espacial como Comandante de la Soyuz TMA-02M, después de una semana de retraso en el lanzamiento, que estaba previsto para el 30 de mayo. Participó como ingeniero de vuelo en ambas expediciones. Durante su estancia en la ISS, ocurrió la última misión del transbordador (STS-135 Atlantis) y realizó dos EVAs, además de llevar a cabo 43 experimentos en el segmento ruso de la estación:
- 2 experimentos sobre física y ciencia de materiales en el espacio.
- 5 experimentos sobre geofísica.
- 7 sobre ciencias de la vida.
- 4 de observación remota.
- 1 sobre estudios del Sistema Solar.
- 10 de biotecnología espacial.
- 4 estudios técnicos variados.
- 1 sobre procesos físicos en la órbita de la ISS.
- 5 sobre educación y promoción de la investigación espacial

Finalizó su segunda misión el 22 de noviembre de 2011 después de 165 días a bordo de la ISS.

### Expedición 45/46
El 2 de septiembre de 2015 Vólkov comenzó su tercera y última misión espacial a bordo de la Soyuz TMA-18M, como Comandante de ésta. El vuelo partió con el astronauta danés Andreas Mogensen, de la ESA, en su misión europea IrISS y el astronauta kazajo, Aidyn Aimbétov de KazCosmos miembros de la 18.ª Expedición de Visita a la ISS (EP-18 en ruso), que permanecieron 10 días en la estación y regresaron en la Soyuz TMA-16M el 14 de septiembre de 2015. Trabajo como ingeniero de vuelo durante las expediciones 45 y 46. El regreso lo realizó con los miembros de la Expedición 44/45/46, el astronauta de la NASA, Scott J. Kelly, el cosmonauta, Mijaíl Korniyenko que permanecieron en la misión Year in space en la estación durante 340 días.

## Caminatas espaciales

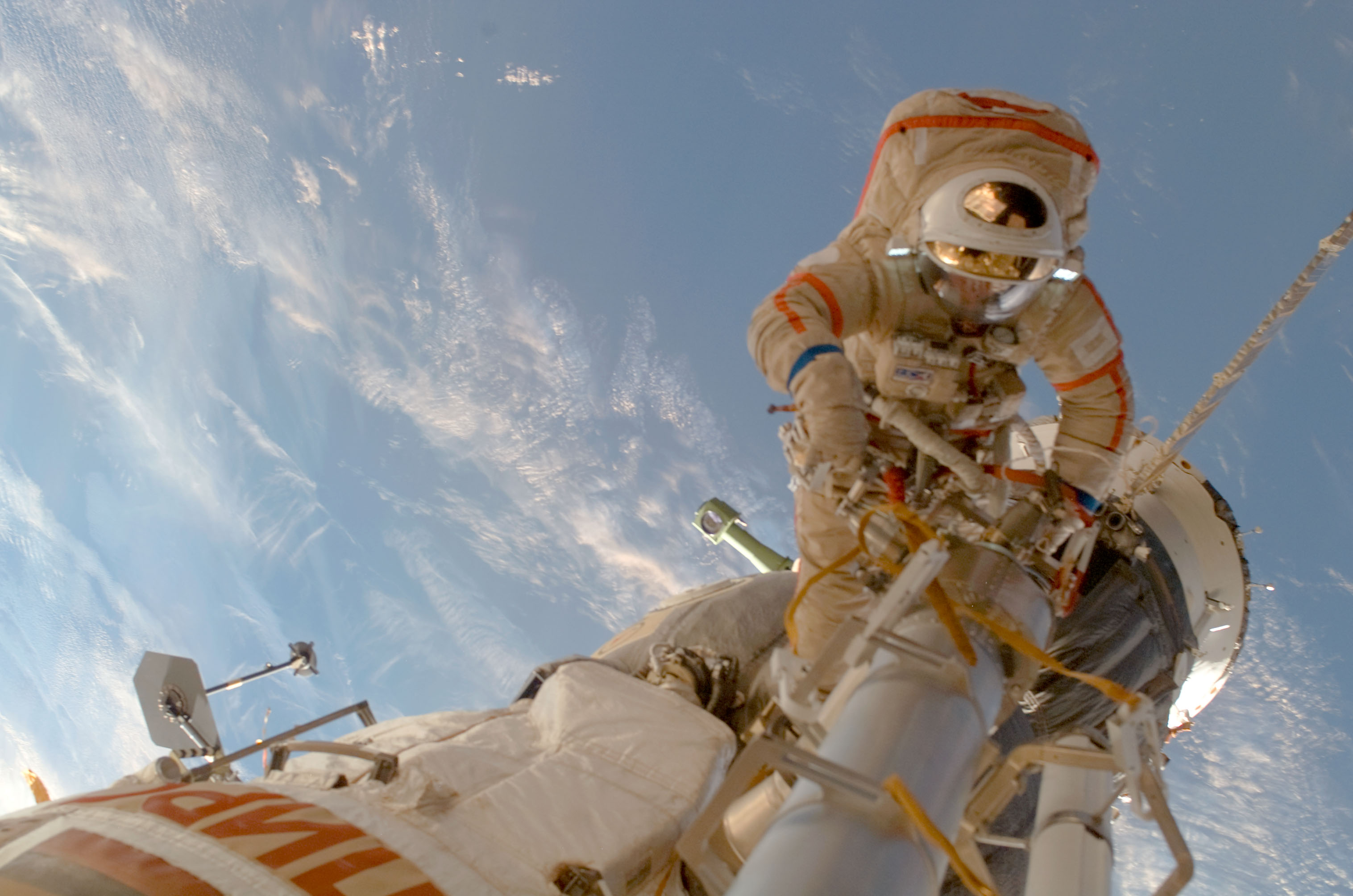
15 de julio de 2008, Volkov participa en su segunda caminata espacial.

El día 10 de julio de 2008 durante la Expedición 17, Serguéi Vólkov y Oleg Kononenko llevaron a cabo una actividad extravehicular (EVA) para inspeccionar el estado de los pernos explosivos de la Soyuz TMA-12, ya que las dos Soyuz anteriores habían sufrido una reentrada balística. Posiblemente debido a que el módulo de propulsión (PAO) no se separó correctamente de la cápsula (SA). Mientras que la comisión estatal dirigida por la agencia espacial rusa Roskosmos investigaba que había pasado exactamente con las dos anteriores misiones, el control de vuelos ruso (TsUP) y la empresa RKK Energía (fabricante de las Soyuz) decidieron organizar una EVA para retirar un perno explosivo del PAO y verificar su estado, ya que las teorías apuntaban a que había algún tipo de problema con estos dispositivos y que fueron el causante de las anteriores reentradas balísticas. La EVA tuvo una duración de 6 horas y 18 minutos. Además se trataba de una EVA bastante arriesgada, ya que los cosmonautas no se habían entrenado para ella antes de la misión y porque ambos cosmonautas carecían de experiencia previa en actividades extravehiculares. Además, para alcanzar el perno explosivo los cosmonautas debían romper la cubierta térmica de la Soyuz, conocida como Aislamiento Térmico de Apantallamiento en el Vacío o EVTI en ruso. Al final la EVA fue exitosa y el perno que tenía material explosivo en su interior, se guardo en un pequeño contenedor especial que llevaban  los cosmonautas, para almacenarlo de forma segura en el interior de la ISS para su estudio posterior en la tierra.